# 綠景（中國）地產
綠景（中國）地產投資有限公司（LVGEM （China） Real Estate Investment Company Limited，港交所：0095），前身為「新澤控股有限公司」，在1980年由陶哲甫（集團主席）創立，主要在深圳市及蘇州市從事地產發展業務及物業投資業務。
新澤控股於2005年12月2日於香港交易所上市，總部位於香港九龍觀塘海濱道123號香港綠景NEO大廈25樓。
2014年2月，新澤控股公布黃康境全資擁有深圳房地產商中國綠景地產以每股1.1元買入新澤控股8.58億股，佔已發行股本的64.83%，涉及金額9.44億元。另外，陳智思原本持有新澤控股旗下一家附屬公司的9.615%股權。在新澤控股賣盤後，陳智思會把該公司9.615%股權售回新澤控股。而陶哲甫亦會向新澤控股購回擁有北京亮馬河大廈30%權益的Accordcity及擁有香港富通大廈物業的新澤管理全部股本。
2015年7月31日，綠景（中國）地產以7.1億港元向興勝創建購入元朗流浮山深灣路一幅面積達88萬方呎地皮，平均樓面呎價約2760元，該項目位於流浮山丈量約份129號等多個地段，09年已獲屋宇署批出建築圖則，獲准興建122幢3層洋房及1幢2層會所等，住宅樓面面積約25.7萬平方呎，而非住宅樓面面積約619平方呎，須向地政總署申請補地價
2017年10月11日，綠景（中國）地產以90億港元向九龍倉集團購入觀塘海濱道123號8 Bay East（即前九倉電訊廣場，現稱香港綠景NEO大廈），物業樓高21層，地下為零售樓層，3至25樓為寫字樓，另地庫3層為停車場，總樓面約596,217平方呎，平均呎價15095港元，預計2019年落成，是次商廈成交價更創九龍區單一商廈成交額新高紀錄，並躋身全港最貴商廈第三位。落成後，香港綠景NEO大廈將成為綠景新總部，並提供出租辦公室。

## 外部連結
- 新澤控股有限公司官方網頁 （页面存档备份，存于）
- 綠景（中國）地產官方網頁 （页面存档备份，存于）